# Mesostenus ater
Mesostenus ater là một loài tò vò trong họ Ichneumonidae.